# 다이캐스팅

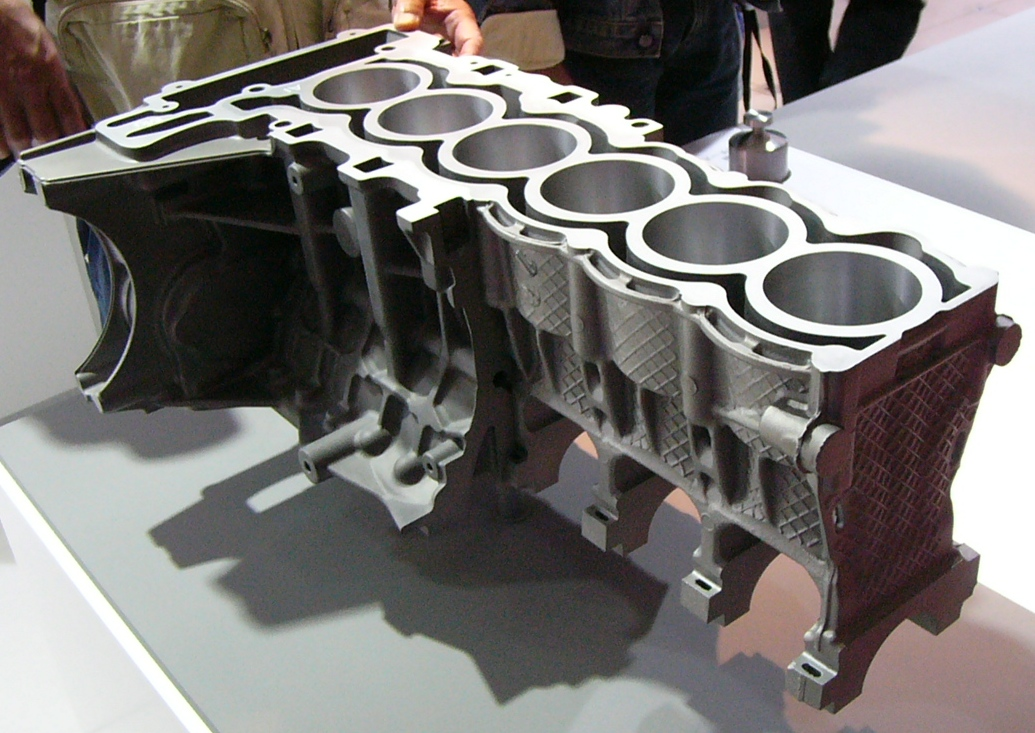
알루미늄 및 마그네슘 다이캐스팅의 엔진 블록

다이 캐스팅(die casting)은 융해된 금속을 금형에 고압으로 강제 주입시키는 것이 특징인 주금 공정이다. 다이 주조라고도 부른다. 사출성형과 비슷한 방식으로 2개의 경화된 공구강 다이를 사용하여 만들어진다. 대부분의 다이 캐스팅은 비철금속, 특히 아연, 구리, 알루미늄, 마그네슘, 납, 퓨터, 주석 기반 합금으로 만들어진다. 캐스팅되는 금속의 종류에 따라 열가압실 또는 냉가압실 다이캐스트기가 사용된다.

## 같이 보기
- 미니어처 카